# Wanda Furmaga-Jabłońska
Wanda Małgorzata Furmaga-Jabłońska – polska pediatria, dr hab. nauk medycznych, profesor i kierownik I Katedry Pediatrii Wydziału Lekarskiego Uniwersytetu Medycznego w Lublinie.

## Życiorys
8 stycznia 1981 obroniła pracę doktorską Zachowanie się immunoglobulin w surowicy krwi i płynie mózgowo-rdzeniowym dzieci z toksoplazmozą wrodzoną, 16 grudnia 1999 habilitowała się na podstawie pracy zatytułowanej Długofalowa analiza rozwoju fizycznego dzieci urodzonych z małą masą ciała z uwzględnieniem wieku płodowego i chronologicznego. 30 czerwca 2008 uzyskała tytuł profesora nauk medycznych. Została zatrudniona na stanowisku profesora zwyczajnego w I Katedrze Pediatrii na II Wydziale Lekarskim z Oddziałem Anglojęzycznym Uniwersytetu Medycznego w Lublinie.
Jest profesorem i kierownikiem w I Katedrze Pediatrii na Wydziale Lekarskim Uniwersytetu Medycznego w Lublinie, oraz członkiem Komisji Nauk Medycznych Oddziału Polskiej Akademii Nauk w Lublinie.
Była sekretarzem Komitetu Rozwoju Człowieka PAN.

## Odznaczenia
- Złoty Krzyż Zasługi (2011)[4]
- Srebrny Krzyż Zasługi (2006)[5]